# Birinus russeolus
Birinus russeolus är en fjärilsart som beskrevs av Heinrich 1956. Birinus russeolus ingår i släktet Birinus och familjen mott. Inga underarter finns listade i Catalogue of Life.